# Saas-Grund
Saas-Grund é uma comuna da Suíça, no Cantão Valais, com cerca de 1.142 habitantes. Estende-se por uma área de 24,6 km², de densidade populacional de 46 hab/km². Confina com as seguintes comunas: Saas-Almagell, Saas-Balen, Saas-Fee, Simplon. 
A língua oficial nesta comuna é o Alemão.